# Warren Barguil
Warren Barguil (nascido em 28 de outubro de 1991, em Hennebont) é um ciclista profissional francês, que atualmente compete para a equipe Arkéa Samsic.